# Batalla del río Elands (1900)

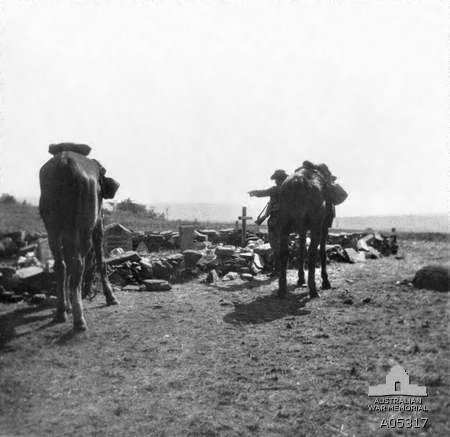
Un soldado del 3er contingente de bosquimanos de Nueva Gales del Sur en Elands River, Sudáfrica,1901

La batalla del río Elands (1900) fue un enfrentamiento de la segunda guerra bóer que tuvo lugar entre el 4 y el 16 de agosto de 1900 en el oeste de Transvaal. La batalla se libró en Brakfontein Drift cerca del río Elands entre una fuerza de 2000 a 3000 bóeres y una guarnición de 500 soldados australianos, rodesianos, canadienses y británicos, que estaba estacionada allí para proteger un vertedero de suministros británico que se había establecido a lo largo de la ruta entre Mafeking y Pretoria. La fuerza bóer, que consistía en varios comandos bajo el liderazgo general de Koos de la Rey, necesitaba desesperadamente provisiones después de que los combates anteriores la habían aislado de su base de apoyo. Como resultado, se decidió atacar la guarnición a lo largo del río Elands en un esfuerzo por capturar los suministros ubicados allí.
En el transcurso de 13 días, el vertedero de suministros del río Elands fue fuertemente bombardeado desde varias piezas de artillería que se instalaron alrededor de la posición, mientras que los bóeres equipados con armas pequeñas y ametralladoras rodearon la guarnición y mantuvieron a los defensores bajo fuego. Superados en número y aislados, el comandante bóer pidió a los defensores que se rindieran, pero se negaron. El asedio fue levantado posteriormente cuando la guarnición fue relevada por una columna voladora de 10 000 hombres dirigida por Lord Kitchener. El esfuerzo de socorro, aunque exitoso, alejó a las fuerzas de los esfuerzos para capturar a un comandante bóer, Christiaan de Wet, quien finalmente logró evadir la captura británica. Esto, junto con la dificultad que tuvieron los británicos para efectuar el alivio, impulsó la moral bóer, aunque los esfuerzos de los defensores también atrajeron elogios de los comandantes bóer.

## Antecedentes
Los primeros meses de la segunda guerra bóer se caracterizaron por el uso de fuerzas de infantería convencionales a gran escala por parte de los británicos, que sufrieron grandes bajas en enfrentamientos con fuerzas bóer altamente móviles. Después de esto, una serie de contraofensivas británicas, incluidas unidades de infantería montadas de las colonias australianas y Canadá, entre otros, lograron capturar y asegurar los principales centros de población en Sudáfrica en junio de 1900. Gran parte de la fuerza bóer se rindió con la pérdida de sus bases de suministro. En respuesta, los bóeres, incluidos muchos que deshonraron su libertad condicional después de haberse rendido, y otros que se habían desvanecido en la vida civil, comenzaron una campaña de guerra de guerrillas. Operando en pequeños grupos, los comandos bóer atacaron columnas de tropas y líneas de suministro, disparando, emboscando y lanzando incursiones en guarniciones aisladas y depósitos de suministros.
Como medida defensiva para proteger la ruta de suministro entre Mafeking y Pretoria, los británicos habían establecido una guarnición a lo largo del río Elands. Posicionado cerca de Brakfontein Drift, ahora la ciudad de Swartruggens, a unos 173 kilómetros (107 millas) al oeste de Pretoria, la ubicación fue desarrollada en un vertedero de suministros por los británicos para abastecer a las fuerzas que operan en el área y servir como un punto de paso en la ruta entre Rustemburgo y Zeerust. A mediados de 1900, los suministros que se encontraban en el río Elands incluían entre 1500 y 1750 caballos, mulas y ganado, una cantidad de municiones, alimentos y otros equipos por valor de más de 100 000 libras, y más de 100 vagones. Como los suministros eran vulnerables a las incursiones bóer, se había establecido una guarnición, repartida en varias posiciones.
La posición principal estaba en una granja ubicada a aproximadamente 1 kilómetro (0,6 millas) del río, ocupando una pequeña cresta, mientras que dos posiciones más pequeñas se establecieron en colinas al sur, más cerca del río, que más tarde se llamaron Kopje de Zouch y Kopje de Butters. El área estaba rodeada por dos arroyos, el Brakspruit al norte y el Doornspruit al sur, que fluían hacia el oeste hacia el río. Una línea de telégrafo atravesaba la granja a lo largo de la carretera Zeerust-Rustenburg, que cruzaba el río en un vado a aproximadamente 1 kilómetro (0,62 millas) al oeste de la granja. Mientras que el suelo al norte, sur y oeste del vertedero de suministros cayó al río donde el valle de Reit se abrió hacia Zeerust, a 50 kilómetros (31 millas) de distancia, el suelo al este de la granja se elevó hacia un punto alto que llegó a ser conocido como Cossack Post Hill. La colina fue utilizada por la guarnición que defendía el puesto para enviar mensajes a Rustenburg, a 70 kilómetros (43 millas) de distancia, utilizando un heliógrafo.

## Preludio
El 3 de agosto, un convoy de suministros de 80 vagones llegó al río Elands desde Zeerust, donde debían esperar a su escolta, una columna de 1000 hombres de los bosquimanos imperiales de Nueva Gales del Sur junto con irregulares sudafricanos, comandados por el general Frederick Carrington, para llegar de Mafeking. Desesperadas por provisiones, las fuerzas bóer decidieron atacar la guarnición con el fin de asegurar los suministros ubicados allí. Antes de la batalla, la guarnición había recibido información de inteligencia advirtiéndoles del ataque. Como resultado, se tomaron algunas medidas para fortificar la posición, con un perímetro defensivo improvisado que se estableció utilizando tiendas y vagones para crear barricadas. Se había hecho poco intento de excavar, ya que el terreno alrededor de la posición era duro y la guarnición carecía de herramientas de atrincheramiento.
La guarnición que defendía el puesto del río Elands consistía en unos 500 hombres. La mayoría eran australianos, que comprendían 105 de un escuadrón de los bosquimanos ciudadanos de Nueva Gales del Sur, 141 de los bosquimanos ciudadanos de Queensland, 42 victorianos y nueve australianos occidentales del 3° Regimiento de bosquimanos, y dos de Tasmania. Además, había 201 rodesianos de la Policía Británica de Sudáfrica, el Regimiento de Rodesia, los Voluntarios de Rodesia del Sur y el Regimiento de Protectorado de Bechuanalandia, junto con tres canadienses y tres británicos. Un oficial británico, el teniente coronel Charles Hore, estaba al mando general. Su único apoyo de fuego era una o dos ametralladoras Maxim y una anticuada pistola de tornillo de 7 libras, para la cual solo había alrededor de 100 rondas de municiones. Además de la guarnición, había civiles, que consistían en africanos que trabajaban como porteadores, conductores o corredores y unos 30 colonos europeos leales que se habían trasladado a la granja antes de ser evacuados. Contra esto, la fuerza bóer, que consistía en entre 2000 y 3000 hombres extraídos de los comandos Rustenburg, Wolmaransstad y Marico, bajo el mando general de los generales Koos de la Rey y Hermanus Lemmer, poseía cinco o seis cañones de campaña de 12 libras para fuego indirecto, tres pom-poms de disparo rápido de 1 libra, que podían proporcionar apoyo de fuego directo rápido, y dos ametralladoras.

## Batalla

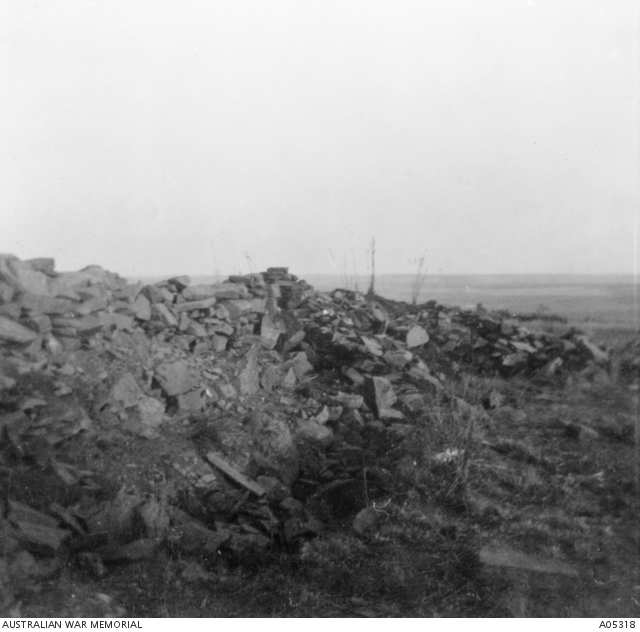
Foto realizada un año después de la batalla. En la imagen se puede observar una barricada, hecha por los australianos, con bloques y lozas de pizarra.

Los bóeres rodearon la guarnición durante la noche, mientras que estos últimos estaban ocupados cantando alrededor de sus fogatas, y comenzaron su ataque temprano el 4 de agosto después de que la guarnición había sido retirada para el desayuno. Los disparos de rifle de francotiradores posicionados en el lecho del río anunciaron el comienzo del ataque. Fueron seguidos por un intenso bombardeo de artillería de los cañones bóer. Un pom-pom y un pom de 12 libras se enfrentaron a uno de los puestos avanzados del suroeste desde detrás de una posición atrincherada a unos 2700 metros (3000 yd) de distancia en el lado opuesto del río, mientras que la posición principal estaba comprometida por tres cañones posicionados al este junto con un cañón Maxim, francotiradores, un pom-pom y una pieza de artillería en múltiples posiciones al noroeste a unos 1800 metros (2000 yd) de distancia. Un tercer punto de tiro, a unos 3900 metros (4300 yd) de distancia, que consistía en una pieza de artillería y un pom-pom, se enfrentó a la guarnición desde un terreno elevado con vistas al río hacia el oeste. En respuesta, el cañón de tornillo de los defensores devolvió el fuego, destruyendo una granja desde la que los bóeres estaban disparando; sin embargo, el arma pronto se atascó. Sin respuesta, el bombardeo bóer de alrededor de 1700 proyectiles devastó los bueyes y mató a alrededor de 1500 caballos, mulas y ganado. Los que permanecieron vivos fueron liberados para evitar una estampida. Además, la línea telegráfica y considerables almacenes fueron destruidos, y una serie de bajas infligidas.
En un esfuerzo por silenciar los cañones, un pequeño grupo de Queenslanders bajo el mando del teniente James Annat, recorrió 180 metros (200 yd) para atacar una de las posiciones de pom-pom de los bóeres, obligando a su tripulación a empacar su arma y retirarse. Sin embargo, las otras armas permanecieron en acción y el bombardeo continuó durante todo el día, antes de disminuir a medida que caía la noche. Luego, los defensores usaron el breve respiro para comenzar a excavar, usando sus bayonetas y para limpiar a los animales muertos. Las bajas durante el primer día ascendieron a al menos 28, de las cuales ocho murieron.
A la mañana siguiente, el 5 de agosto, los artilleros bóer continuaron el bombardeo, pero los efectos fueron limitados por las defensas excavadas la noche anterior. Alrededor de 800 proyectiles fueron disparados en el segundo día, lo que elevó el total a 2500 en dos días. Más tarde ese día, la esperada columna de 1000 hombres liderada por Carrington fue emboscada por una fuerza bóer bajo el mando de Lemmer a unos 3 kilómetros (1,9 millas) al oeste de la posición y, aunque sus bajas consistieron en solo 17 heridos, Carrington decidió retirarse. La emboscada fue facilitada por el reconocimiento inadecuado proporcionado por los exploradores de Carrington. La columna más tarde destruyó los suministros en Groot Marico, Zeerust y Ottoshoop, para que no cayeran en manos de los bóeres, aunque una gran cantidad de suministros permanecieron utilizables en muchos lugares, incluso en Zeerust, y finalmente fueron capturados por los bóeres. La fuerza de Carrington luego se retiró apresuradamente a Mafeking, una decisión que dañó su reputación entre algunos de sus soldados, particularmente los australianos.
Cuando se hizo evidente que el socorro había sido rechazado, el comandante bóer, De la Rey, tratando de poner fin al asedio antes de que otra fuerza de socorro pudiera ser enviada, ordenó a sus hombres que cesaran el fuego y envió un mensajero llamando a la guarnición a rendirse. Después de que la guarnición rechazara la oferta, el bombardeo se reanudó y continuó durante toda la noche. Sin embargo, los defensores continuaron mejorando su posición, construyendo sangares de piedra y cavando sus pozos de combate más profundos, reforzándolos con cajas, sacos y ruedas de carros. La madera, rescatada de vagones destrozados, se utilizó para proporcionar protección aérea a las posiciones, varias de las cuales estaban unidas con un túnel. También se estableció una cocina y se construyó un hospital improvisado en el centro de la posición utilizando varias ambulancias y reforzado con vagones llenos de suciedad y varias tiendas y contenedores. Aunque los defensores habían reparado su arma de tornillo, solo pudieron usarla para disparar contra la batería con moderación debido a la falta de municiones.
Después del fuerte bombardeo inicial, en el tercer día del asedio, los artilleros bóer aliviaron su cadencia de fuego cuando se hizo evidente que estaban destruyendo algunos de los suministros que estaban tratando de capturar. Sin embargo, los bóeres mantuvieron el fuego de armas pequeñas, manteniendo a los defensores atrapados en sus defensas durante el intenso calor del día; el calor también aceleró la descomposición de los animales muertos, cuyo olor era considerable. No había ninguna fuente de agua dentro del campamento principal, por lo que las patrullas bajo un oficial de Rodesia, el capitán Sandy Butters, que comandaba el puesto avanzado más al sur en Kopje de Butters, fueron enviadas por la noche para recogerla del río Elands, a unos 800 metros (870 yd) de distancia. Durante varios de estos saludos, se intercambiaron disparos y el grupo tuvo que luchar para regresar. De la Rey optó por no lanzar un asalto directo a la posición para limitar sus pérdidas. Los lados sur y este estaban bien protegidos, pero se dio cuenta de que un enfoque desde el suroeste podría ofrecer más posibilidades de éxito. Los bóeres intentaron llevar el kopje al sur del Doornspruit en dos noches, el 6 y el 7 de agosto, en un esfuerzo por cortar el suministro de agua de los defensores; sin embargo, los rodesianos, bajo el mando de Butters, ayudados por el fuego de apoyo desde el Kopje de Zouch cerca de la confluencia del arroyo con el río, rechazaron ambos ataques. Una fuerza de 2000 bóeres participó en estos esfuerzos, y en la segunda noche intentó cubrir su aproximación avanzando detrás de un rebaño de ovejas y cabras. El 8 de agosto, el hospital del puesto fue atacado por artillería, a pesar de que estaba marcado con una bandera de la Cruz Roja. Uno de los proyectiles lo impactó, hiriendo aún más a algunos de los que recibían tratamiento.

Después de cinco días, De la Rey volvió a pedir la rendición, mientras se preocupaba por ser atrapado por las fuerzas de socorro. El mensaje fue recibido por Hore alrededor de las 9:00 a. m. en el quinto día del asedio después de varias horas de fuego de artillería. Hore había estado sufriendo de malaria incluso antes del asedio y había sido confinado en gran medida al puesto. Como resultado, el mando había pasado efectivamente a un australiano, el mayor Walter Tunbridge de los bosquimanos ciudadanos de Queensland. Al recibir el mensaje, Hore lo discutió con los otros oficiales, momento en el que Tunbridge le dijo que los australianos se negaban a rendirse. Para demostrar el respeto con el que sostenía la defensa que la guarnición había puesto, De la Rey les ofreció un paso seguro a las líneas británicas e incluso estaba dispuesto a permitir que los oficiales conservaran sus revólveres para que pudieran abandonar el campo de batalla con dignidad. Una vez más, sin embargo, la oferta fue rechazada, y Hore tiene fama de haber declarado: «No puedo rendirme. Estoy al mando de australianos que me cortarían la garganta si lo hiciera». Butters tomó una línea similar, gritando repetidamente hacia los bóeres que «¡Los rodesianos nunca se rinden!».
Este puesto en Brakfontein en el río Eland parece haber sido una de las mejores acciones de armas de la guerra. Los australianos han estado tan divididos durante la campaña que, aunque su valor y eficiencia fueron universalmente reconocidos, no tuvieron una sola gran hazaña que pudieran llamar suya. Pero ahora pueden señalar al río Elands con tanto orgullo como los canadienses en Paardeberg (...) juraron morir antes de que la bandera blanca ondeara sobre ellos. Y así la fortuna cedió, como lo hará la fortuna cuando los hombres valientes pongan sus dientes (...) cuando los creadores de baladas de Australia buscan un tema, que se dirijan al río Elands, porque no hubo una lucha más fina en la guerra.

—Sir Arthur Conan Doyle, en La Gran Guerra Bóer.
A medida que la lucha continuaba, los británicos hicieron un segundo intento de aliviar a la guarnición, enviando una fuerza de unos 1000 hombres bajo el mando del coronel Robert Baden-Powell desde Rustenburg el 6 de agosto. Se detuvo a solo 13 kilómetros (8 millas) de Rustenburg, alrededor del río Selous, aproximadamente un tercio del camino, y envió exploradores. Al no permitir un reconocimiento adecuado, alrededor del mediodía Baden-Powell envió un mensaje al general Ian Hamilton y se dio la vuelta, determinando que el esfuerzo de socorro no tenía sentido, citando instrucciones y advertencias previas del Comandante en Jefe de las Fuerzas Británicas en Sudáfrica, Lord Roberts, sobre aislarse, y afirmando haber escuchado disparos de armas moviéndose hacia el oeste que sugerían que la guarnición podría haber sido evacuada al oeste por Carrington. Sobre la base de los informes proporcionados por Carrington a su regreso, los comandantes británicos en Pretoria y Mafeking tenían la impresión de que la guarnición se había rendido y, como resultado, cuando la fuerza de Baden-Powell estaba a unos 30 kilómetros (19 millas) de distancia de la guarnición sitiada del río Elands en Brakfontein, Lord Roberts ordenó a él y al resto de la fuerza de Hamilton en Rustenburg que regresaran a Pretoria, para centrarse en la captura de Christiaan de Wet, un importante comandante bóer. A última hora del 6 de agosto, Roberts se enteró de que Carrington no había podido evacuar la guarnición del río Elands; en respuesta, Roberts ordenó a Carrington que lo intentara de nuevo.
El asedio continuó; sin embargo, el tamaño de la fuerza bóer que rodeaba la guarnición disminuyó a medida que su atención se centró en los ataques a las granjas cercanas por parte de miembros de la tribu Kgatla, que se rebelaron contra los bóeres después de una serie de disputas de inquilinos. La situación de las municiones también preocupaba a De la Rey y, cuando quedó claro que la guarnición continuaría resistiendo, retiró su artillería antes de que llegara un número superior de tropas británicas. En última instancia, solo quedaban unos 200 hombres del comando Wolmaransstad. Como resultado, el peso bóer del fuego disminuyó y finalmente cesó por completo. En respuesta, los defensores enviaron patrullas para explorar las posiciones bóer y también se enviaron pequeños grupos de asalto por la noche. Estas incursiones no confirmaron que los bóeres se estaban retirando y, como resultado, en lugar de tomar la iniciativa, los defensores permanecieron en gran medida en sus defensas, pensando que los bóeres estaban intentando una artimaña para sacarlos.
El 13 de agosto, los comandantes británicos se enteraron de que la guarnición todavía estaba resistiendo cuando interceptaron un mensaje entre los comandantes bóer a través de un corredor. Dos días después, 10 000 hombres bajo el mando de Lord Kitchener, partieron hacia el río Elands. A medida que se acercaban, de la Rey, enfrentado a una fuerza superior, retiró lo que quedaba de su fuerza. El fuego de armas pequeñas alrededor del perímetro cesó el 15 de agosto y la guarnición observó el aumento del polvo de la retirada. Esa noche, cuatro australianos occidentales enviaron un mensaje a Hore de una fuerza bajo Beauvoir de Lisle, y la columna de Kitchener llegó al día siguiente, el 16 de agosto. La fuerza de socorro de Carrington de Mafeking, habiendo recibido la orden de hacer un segundo intento por Roberts, retrocedió muy lentamente y finalmente llegó después de que el asedio había sido levantado.

## Secuelas

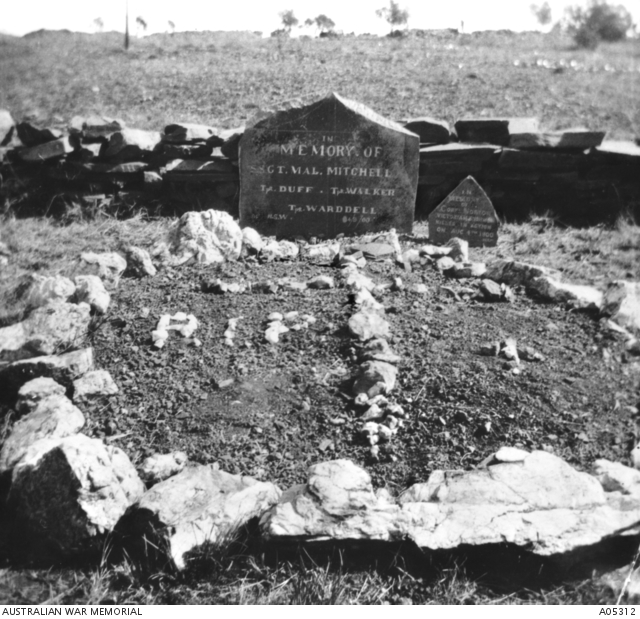
Una tumba de los muchos fallecidos durante la batalla.

Las bajas de los defensores ascendieron a 12 soldados muertos y 36 heridos. Además, cuatro porteadores africanos murieron y 14 resultaron heridos, y un colono europeo leal fue herido. La mayoría de los heridos fueron evacuados a Johannesburgo. La pérdida de animales fue pesada, con solo 210 vivos de 1750. De los 12 soldados que murieron, ocho eran australianos. Durante el asedio, los defensores que habían sido asesinados fueron enterrados apresuradamente bajo la cobertura de la oscuridad en un cementerio temporal. Al final de la lucha, las tumbas se mejoraron con varias lápidas de pizarra y rocas blancas para marcar los contornos, y se proporcionó un funeral formal. Después de la guerra, los muertos fueron exhumados y enterrados de nuevo en el cementerio de Swartruggens, con cruces individuales que reemplazaron las lápidas de pizarra del grupo. Una de las lápidas de pizarra originales fue traída de vuelta a Australia en la década de 1970 y colocada en exhibición en el Australian War Memorial.
Aunque el comportamiento de las tropas defensoras no era irreprochable, con algunos emborrachándose durante el asedio, el comandante de la fuerza de alivio, Lord Kitchener, dijo a la guarnición a su llegada que su defensa había sido «notable» y que sólo «Los coloniales podrían haber resistido en circunstancias tan imposibles». La actuación de la guarnición también fue elogiada más tarde por Jan Smuts, que era en ese momento un alto comandante bóer, describiendo a los defensores como «héroes que en la hora del juicio (...) [se había levantado] (...) noblemente a la ocasión». La batalla ha sido descrita por el historiador Chris Coulthard-Clark como «quizás la acción más notable que involucra a los australianos en Sudáfrica». El escritor, Sir Arthur Conan Doyle, que sirvió en un hospital de campaña británico en Bloemfontein durante 1900 y que más tarde publicó una serie de relatos del conflicto, también destacó la importancia de la batalla en La Gran Guerra Bóer. La bandera ondeada por la guarnición durante el asedio se exhibió más tarde en la Catedral de Santa María y Todos los Santos en Salisbury, Rodesia.
Por sus acciones durante el asedio, el comandante de Rodesia, Butters, y el capitán Albert Duka, un oficial médico de Queensland, fueron investidos con la Orden del Servicio Distinguido. Tres soldados, el cabo Robert Davenport y los soldados Thomas Borlaise y William Hunt, recibieron la Medalla de Conducta Distinguida. Borlaise, que había sido minero antes de alistarse, recibió su medalla por el papel que había desempeñado en la mejora de las defensas de la posición, mientras que Davenport recibió el premio por rescatar a dos hombres heridos bajo fuego. Por el contrario, Carrington continuó el mando nominal de la Fuerza de Campo de Rodesia, que se convirtió en una formación de papel, y fue enviado de regreso a Inglaterra a finales de año.
La batalla tuvo implicaciones estratégicas. La dificultad que tuvieron los británicos para aliviar a la guarnición sirvió para aumentar la moral bóer, que había estado flaqueando debido a reveses anteriores, mientras que el acto de hacerlo alejó a las fuerzas del cordón que estaban estableciendo los británicos para capturar a De Wet, quien posteriormente logró escapar a través del Magaliesberg, que había sido abandonado por Baden-Powell durante el esfuerzo de socorro. Esto finalmente prolongó la guerra, que continuaría durante casi otros dos años. Más de un año después del asedio, el 17 de septiembre de 1901, se libró otra batalla a lo largo de un río Elands diferente en la granja Modderfontein en la entonces Colonia del Cabo, donde una fuerza bóer bajo Smuts y Deneys Reitz abrumó a un destacamento de los 17º Lanceros y asaltó su campamento en busca de suministros.